# Corades iduna
Corades iduna är en fjärilsart som beskrevs av William Chapman Hewitson 1850. Corades iduna ingår i släktet Corades och familjen praktfjärilar. Inga underarter finns listade i Catalogue of Life.